# 法布里齊奧·羅馬諾
法布里齊奧·羅馬諾（義大利語：Fabrizio Romano，1993年2月21日—），意大利體育記者、播客主持人與意甲足球資訊應用程式SOS Fanta的共同創辦人，供職於意大利天空體育台，同時亦為衛報、CBS新聞台及caughtoffside撰稿。他被認為是世界上最知名的足球轉會一手來源提供者之一。

## 生涯
1993年2月21日，羅馬諾出生於意大利南部的那不勒斯，大學時期就讀於米蘭的聖心天主教大學，其足球轉會記者生涯在18歲時開始，當時他從巴塞羅那的一名意大利經紀人那裡收到關於毛羅·伊卡爾迪將加盟巴塞羅那足球俱樂部球員的內幕消息。隔年羅馬諾加入意大利天空體育台，並開始以米蘭為基地，與歐洲各地的俱樂部、經紀人和中介建立聯繫。
羅馬諾在宣布一宗轉會交易達成時總是以「要來囉！」（Here we go!）作貼文的開場白。他是「最受信任」的足球轉會專家之一，由於其良好聲譽和廣受關注的社交媒體，各大足球俱樂部曾多次邀請羅馬諾參與新加盟球員官宣影片的製作。

## 個人生活
羅馬諾是英超球會沃特福德的支持者，也是其15年來FIFA系列遊戲的主隊，原因是它由意大利人持權。除了母語意大利語外，他還能操流利的英語、西班牙語和葡萄牙語。

## 外部連結
- Profile （页面存档备份，存于） on The Guardian
- Profile （页面存档备份，存于） on CBS Sports
- Fabrizio Romano's channel on YouTube
- 法布里齊奧·羅馬諾的Twitch频道
- Fabrizio Romano's news on Time Plus News